# Heros
Genre
Heros est un genre de poissons de la famille des Cichlidae.

## Caractéristiques
Ce genre est très répandu dans l'Amérique du Sud tropicale. Il a retrouvé sa validité à la suite de la réduction de Cichlasoma par Kullander en 1983.

## Liste des espèces
Selon FishBase (25 janv. 2017) :
- Heros efasciatus (Heckel, 1840)
- Heros notatus (Jardine, 1843)
- Heros severus (Heckel, 1840)
- Heros spurius (Heckel, 1840)